# 鱼池乡 (两当县)
鱼池乡，是中华人民共和国甘肃省陇南市两当县下辖的一个乡镇级行政单位。

## 行政区划
鱼池乡下辖以下地区：
下滩村、上河村、乔河村、双场村、蒲家湾村和上滩村。